# 柯茲維爾 (肯塔基州)
柯茲維爾（英語：Curdsville）是位於美國肯塔基州戴維斯縣的一個人口普查指定地區。

## 人口
根據2020年美國人口普查的數據，柯茲維爾的面積為0.69平方千米，當中陸地面積為0.69平方千米，而水域面積為0.00平方千米。當地共有人口94人，而人口密度為每平方千米136.23人。